# 星英府
星 英府（ほし えいふ、1907年3月 - 没年不詳）は、日本の俳優である。本名は川上 英男（かわかみ ひでお）。マキノ・プロダクションの主要人物の一人である。

## 来歴・人物
1907年（明治40年）3月、神奈川県横浜市北方町（現在の同県中区同町）に生まれる。
京都市立工業学校（現在の京都市立洛陽工業高等学校）を卒業後、貿易商社に入るが、1926年（大正15年）7月、マキノ・プロダクションへ入社する。同年8月27日公開の曽根純三監督映画『砕かれた人形』で映画デビューを果たし、金が有り余るという男役を演じた。以後、マキノの中堅俳優として多数の作品に出演した。翌々年1928年（昭和3年）に発行された『日本映画俳優名鑑 昭和四年版』（映画世界社）など一部の資料によれば、京都府葛野郡花園村天授ヶ丘（現在の同府京都市右京区花園天授ヶ岡町、マキノ・プロダクション内）、京都府京都市一条通大将軍坂田町7番地（現在の同府同市北区大将軍坂田町）と転々と住み、趣味は絵描き、ダンス、散歩であり、洋酒と外国煙草が嗜好であるという。
1929年（昭和4年）、帝国キネマに移籍し、新興キネマに改称後も多くの作品で脇役として出演。ところが、1933年（昭和8年）2月8日に公開された印南弘監督映画『ふらんす人形』以降の出演作品が見当たらず、以後の消息は不明である。トーキー作品への出演は1作もなく、出演作品はすべてサイレント映画であった。没年不詳。星の来歴ついて記載されている資料はほとんど存在しない。

## 出演作品

### マキノ・プロダクション御室撮影所
全て製作は「マキノ・プロダクション御室撮影所」、配給は「マキノ・プロダクション」、全てサイレント映画である。
- 『砕かれた人形』：監督曽根純三、1926年8月27日公開 - 金が有り余る男
- 『海の人気者』（『海の人気男』）：監督水野正平、1926年9月3日公開 - 船員
- 『この母を見よ』：監督久保為義、1927年1月28日公開 - 役名不明
- 『新生の妻』：監督高見貞衛、1927年4月15日公開 - 高木茂樹
- 『黒怪流星』：監督富澤進郎、1927年10月7日公開 - 杉浦乾分風来浪太郎
- 『紅手袋 前篇』：監督川浪良太、1928年6月15日公開 - 役名不明
- 『紅手袋 後篇』：監督川浪良太、1928年6月22日公開 - 役名不明
- 『鉄血団』：監督川浪良太、1928年7月20日公開 - 役名不明
- 『大学のイーグル 第一篇』：監督川浪良太、1928年9月28日公開 - アロン・テイラー
- 『大学のイーグル 第三篇』：監督川浪良太、1929年1月20日公開 - ゴテ烈
- 『帰らぬ父』：監督稲葉蛟児、1929年2月22日公開 - その情夫鈴木時彦
- 『アラビヤの唄』：監督川浪良太、1929年3月1日公開 - 紳士
- 『君恋し』：監督川浪良太、1929年3月8日公開 - 種田
- 『或る女と画家』（『ある女と画家』）：監督滝沢英輔、1929年4月26日公開
- 『銀座王』：監督三上良二、1928年7月5日公開 - 役名不明
- 『黒い眸』：監督滝沢英輔、1929年7月26日公開 - 役名不明
- 『級友』：監督三上良二、1929年8月15日公開 - 役名不明

### 帝国キネマ演芸
全て製作・配給は「帝国キネマ演芸」、全てサイレント映画である。
- 『背広の胸ぐら』（『背広のむなぐら』）：監督高見貞衛、1930年2月6日公開 - 役名不明
- 『からくり紳士』：監督曽根純三、1930年3月1日公開 - 役名不明
- 『江戸城総攻め』：総指揮立花良介、監督志波西果、1930年5月17日公開 - バークス
- 『常陸丸』：監督松本英一、1930年5月25日公開 - 役名不明
- 『友愛結婚』：監督豊田四郎、1930年6月7日公開 - 役名不明
- 『太陽児』：監督曽根純三、1930年8月15日公開 - 役名不明
- 『若き女性に贈る』：監督川口松太郎、1931年5月13日公開 - 役名不明
- 『愛すべく』：監督鈴木重吉、1931年6月26日公開 - 役名不明

### 新興キネマ
全て製作・配給は「新興キネマ」、全てサイレント映画である。
- 『曙の歌』：監督印南弘、1931年11月21日公開 - 久富
- 『太平洋』：監督川浪良太・小笠原明峰、1932年1月22日公開 - ニジンスキ
- 『笑ふ父』：監督松石修・萩野雷三・竹谷主計、1932年7月14日公開 - 悪漢
- 『彼女の運命』：監督高見貞衛、1932年8月19日公開 - 立花
- 『水上制覇のかげに』：監督松石修、1932年9月29日公開 - あけみの情婦
- 『太陽の娘』：監督渡辺新太郎、1932年10月6日公開 - 外国人シンプソン
- 『ふらんす人形』：監督印南弘、1933年2月8日公開 - パレス平井銀次郎